# Allika (Vinni)
Allika is een plaats in de Estlandse gemeente Vinni, provincie Lääne-Virumaa. De plaats heeft de status van dorp (Estisch: küla).

## Bevolking
De ontwikkeling van het aantal inwoners blijkt uit het volgende staatje:
| Jaar            | 2011 | 2017 | 2019 | 2020 | 2021 |
| --------------- | ---- | ---- | ---- | ---- | ---- |
| Aantal inwoners | 26   | 28   | 22   | 21   | 20   |

## Ligging
De plaats ligt 3 km ten oosten van de vlek Viru-Jaagupi. Het riviertje Voore, een zijrivier van de Kunda, stroomt door het dorp.

## Geschiedenis
Het landgoed Voore (Duits: Forel) werd voor het eerst genoemd in 1450. Het landhuis van het landgoed, dat gebouwd is in het midden van de 19e eeuw, is bewaard gebleven, net als een stal uit het eind van de 18e eeuw. De gebouwen zijn in particuliere handen en liggen in Allika.
Naast het landgoed bestond ook een dorp Voore. In de jaren twintig, na de onteigening van het landgoed door het onafhankelijk geworden Estland, ontstond bij het landhuis van het vroegere landgoed een nieuwe nederzetting ten noorden van het dorp. In de late jaren dertig werd deze gesplitst in twee dorpen: Allika en Variku. Variku werd in 1977 bij Voore gevoegd.